# Louise von Feilitzen
Louise Karoline von Feilitzen, gift Bäckström, född 26 februari 1914 i Maria Magdalena församling, Stockholm, död 1 september 1966 i Jönköpings Sofia församling, var en svensk friidrottare (stående längdhopp). Hon tävlade för Jönköpings AIF.
Hon var dotter till maskiningenjören Einar von Feilitzen av släkten von Feilitzen.